# Cửa khẩu Bu Prăng
Cửa khẩu Bup'răng hay Cửa khẩu Bu Prăng là cửa khẩu ở vùng đất xã Quảng Trực huyện Tuy Đức tỉnh Đắk Nông, Việt Nam .
Cửa khẩu Bu Prăng thông thương với cửa khẩu O Raing  (hoặc Dak Dam ), huyện (srok) Senmonorom tỉnh Mondulkiri, Campuchia.
Cửa khẩu Bu Prăng là cửa ngõ giao thông, buôn bán của tỉnh Đắk Nông với Campuchia. Cửa khẩu nằm cách thành phố Gia Nghĩa khoảng 81 km, cách thành phố Buôn Ma Thuột khoảng 125 km, và cách Thành phố Hồ Chí Minh khoảng 247 km.